# Sámo
Sámo (latinsky Samois, řecky Σάμο, v cyrilici Само/Шамо; † 658 – 661) byl vládce kmenového svazu Slovanů existujícího v 7. století a označovaného jako Sámova říše. O jeho životě a osobnosti je jen velmi málo dokladů, latinsky psané zprávy o něm se nacházejí především ve 48. kapitole Fredegarovy kroniky, ale také ve spisu o pokřtění Bavorů a Karantánců. Sjednotil slovanské kmeny k obraně proti Avarům a Frankům. Svými válečnými a vůdcovskými dovednostmi si získal mezi Slovany vysoké postavení a nakonec pod jeho vedením vznikla jakási „říše“ – tedy Sámova říše, popřípadě Sámův kmenový svaz. Slovanské kmeny pak roku 631 zvítězily i v bitvě u Wogastisburgu proti franskému králi Dagobertovi I. Po Sámově smrti se ale jeho říše pravděpodobně rozpadla.

## Původ
Podle Fredegara byl Sámo původně franský kupec z „kraje senonského“ (latinsky pago Sennonago), který měl roku 623 přijít i s dalšími kupci ke „Slovanům zvaným Vinidové“. Fredegar ho ve své kronice popisuje výrazem „národností Frank“, maje možná na mysli místo narození, nikoli etnický původ. Mohl tedy pocházet ze svébských Semnonů, galských Senonů, nebo jako alpský Karantánec či dalmatský Chorvat na se(m)nonském území působit. (V „pago Sennonago“ byla někdy viděna přímo města Sens, Soignies a další.) Někteří usuzují – podle jména – i na židovský původ.
Již zmíněný salcburský traktát Spis o pokřtění Bavorů a Karantánců (Korutanců), který je anonymní a pochází z 9. století, se o Sámovi zmiňuje jako o „Slovanovi“ a „vévodovi“, který vládl v Korutanech. Někdy bývá mylně označován za krále. Ve Fredegarově kronice se píše, že si ho Slované za krále vyvolili. I v jiných pramenech franské provenience však bývají kmenová knížata (latinsky dux) někdy považována za krále (latinsky rex). Sámo je ve Fredegarově kronice označován za pohana, ačkoliv Frankové přijali křesťanství už kolem roku 496.

## Sámova říše

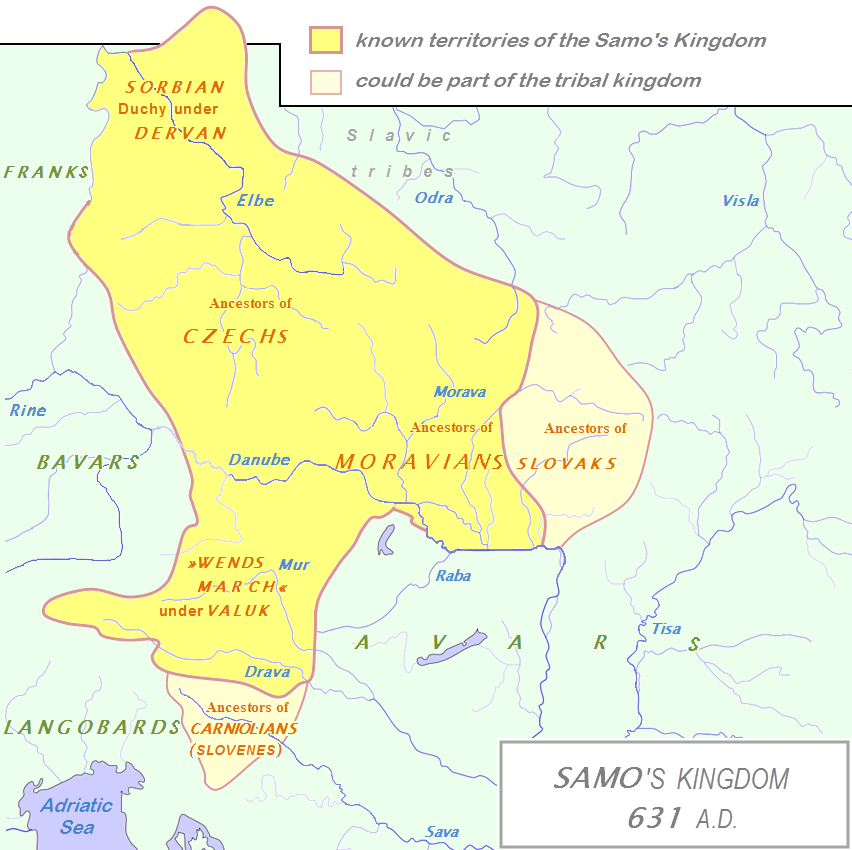
Pravděpodobná poloha Sámovy říše
Oblasti, jež byly pod Sámovou kontrolou
Oblasti, jež pravděpodobně mohly spadat pod Sámovu vládu

Část Slovanů žijících na území dnešní České republiky, především na jižní Moravě, byla po řadu let vystavena loupeživým nájezdům a násilnostem Avarů, jejichž říše se rozkládala v dnešním Maďarsku. Sámo přišel se svým silně ozbrojeným doprovodem ve čtyřicátém roce panování franského krále Chlothara II., tedy v letech 623 až 624, právě v době, kdy vypukla slovanská vzpoura proti Avarům. Důvodem jeho příchodu byla pravděpodobně snaha ochránit vlastní obchodní zájmy ohrožené válečným konfliktem.
| „                    | Ve čtyřicátém roce Chlotharova panování spojil se člověk jménem Sámo, národností Frank z kraje Sennonago, s větším počtem kupců a vydal se ke Slovanům, příjmím Venedům, aby provozovali obchod. Slované počali již tehdy povstávat proti Avarům, příjmím Hunům, a proti jejich králi Chákánovi. | “ |
| — Historia Francorum | |   |

Sámo se přidal na stranu Slovanů a společně podnikli výpad proti Avarům. Ve vítězném boji údajně prokázal takovou statečnost a velitelskou dovednost, že byl zvolen za krále. Není známa přesnější poloha nebo rozsah Sámova kmenového svazu, ale pravděpodobně zaujímal dnešní Čechy a Moravu a zasahoval až na území severozápadně od Čech osídlené polabskými a posálskými Srby. Záznamy franského kronikáře Fredegara popisují další vývoj těmito slovy:
Za jeho vlády svedli Vinidové mnoho bojů s Huny a díky jeho rozvaze a schopnosti Huny vždy přemohou. Samo měl dvanáct manželek z rodu Vinidů a měl od nich dvaadvacet synů a patnáct dcer.

## Bitva uWogastisburgu

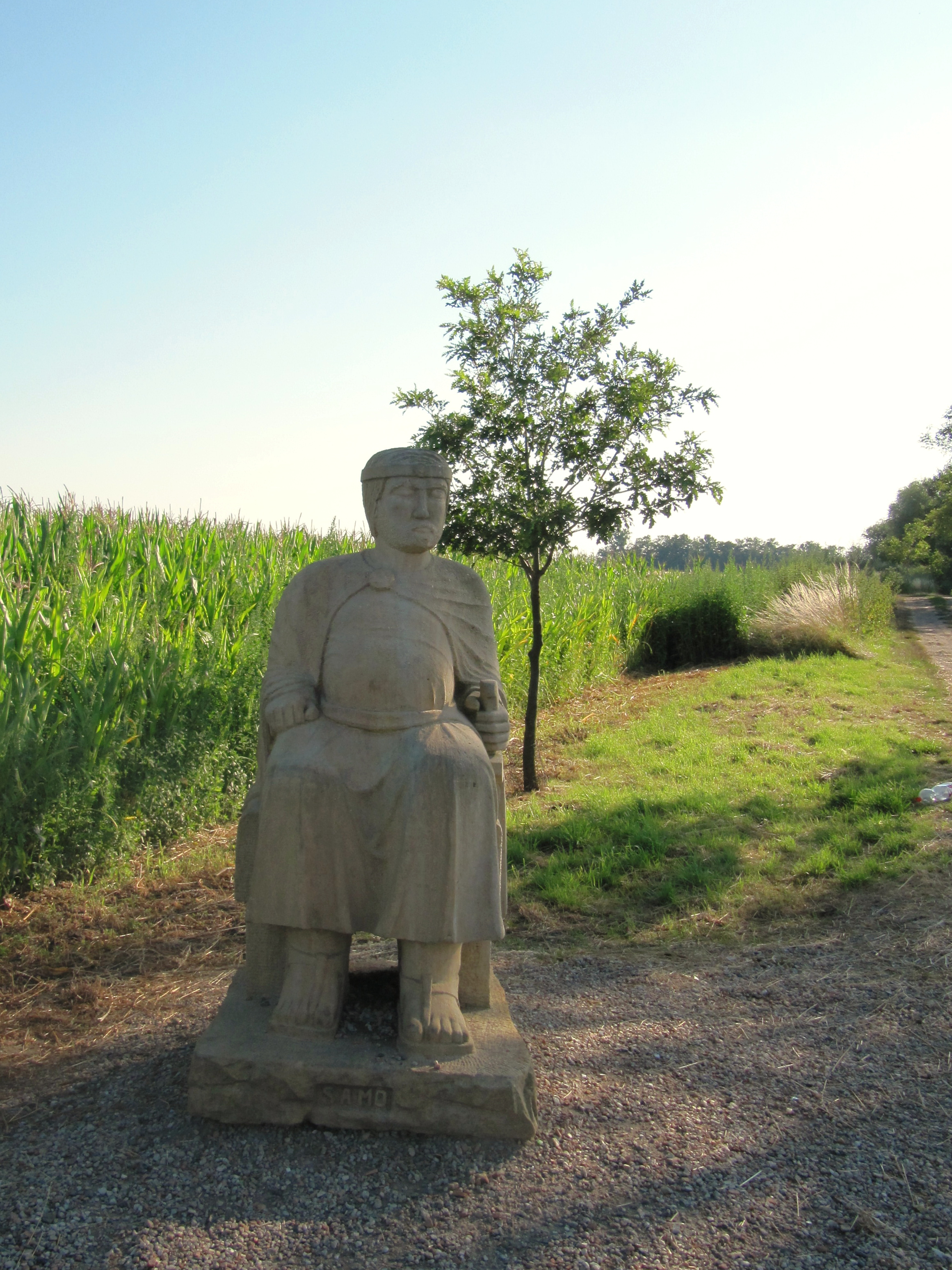
Sámova socha na vrchu Náklo

Později se Sámovi Slované dostali do konfliktu s franskou říší. Její vládce Dagobert I. chtěl rozšířit svou vládu dále na východ a napadl slovanská území pod záminkou pomsty za násilí údajně spáchané na franských kupcích. Dagobert I. byl v roce 631 poražen v bitvě u slovanského hradiště Wogastisburgu. Bitva probíhala tři dny. Nebojovalo se nepřetržitě, spíše to byly dny opakovaných pokusů dobýt slovanskou pevnost. Přesné místo, kde se pevnost Wogastisburg nacházela, není známo a dodnes se po něm pátrá. Jedním z mnoha míst, kde pevnost Wogastisburg mohla stát, je hradiště Rubín na Podbořansku.

## Rozpad říše
Sámo zemřel pravděpodobně mezi roky 658 až 661. O dalším vývoji jeho říše, která nebyla skutečným státním útvarem s pevnou organizací, není nic známo. Předpokládá se, že slovanské kmeny se od sebe opět oddělily a vyvíjely se samostatně. Hlavním cílem kmenového svazu bylo sjednotit Slovany k obraně proti Avarům a Frankům a usnadnit jejich kořistnické výpravy proti sousedům. Jakmile avarské a také franské nebezpečí pominulo, svaz se rozpadl.
Pozdní prameny uvádějí jako Sámova pokračovatele jeho údajného syna Moravoda. Ten ovládal snad jen území dnešní Moravy a jeho rod měl navazovat na historické Mojmírovce. Historikové toto však jednoznačně zpochybňují, jelikož jde o barokní záznamy Tomáše Pěšiny z Čechorodu a Gelasia Dobnera, kteří se inspirovali dynastickým mýtem v Čechách.

## Jméno
Povaha Sámova jména a jeho možné alternativní podoby nejsou zcela ujasněny. Různé teoretické slovanské obdoby (Sanomír/Samomír, Samoslav, Samohrd, Záboj aj.) byly většinou odmítnuty jako neprůkazné. Z. Měřínský viděl podobnost s hebrejským jménem Samuel. Obec Sammenheim u Norimberka v 6. století údajně založil franský šlechtic Sammo. Z Norimberka je rovněž znám sv. Sebaldus, z Trevíru pak biskup Sabaudus (6. st.); sabaudus znamená obecně „savojský“.  Jméno Samo zřejmě též může být variantou jmen Zeno či Sanno. Lze uvažovat i zkomolený zápis dalších podobných jmen (např. Sávo, Sarbo). Objevily se i názory, že jde o pouhé vyjádření národnosti (Suavo), nebo panovnického titulu.
Samolus († 680) byl biskupem v Salcburku. V Karantánii se také v roce 773 připomíná jistý kníže Samo, který se – společně se čtyřmi dalšími pohanskými vévody (Drochus, Henricus, Theodorus, a vůdce vzpoury Hermannus Aurelius) ze Slovinského Hradce – postavil salcburskému biskupu Virgilovi a korutanským knížatům Waltunkovi, Karastovi a Chitomarovi, podřízeným Bavorskému vévodství, v povstání na Gosposvetském poli (Maria Saal). Rebelie byla poražena a pohanští vévodové ji zaplatili svými životy.

#### Prameny
- Dějiny českého státu v dokumentech. Příprava vydání Zdeněk Veselý. 3., aktualizované vyd. Praha: Professional Publishing, 2012. 882 s. ISBN 978-80-7431-064-5.
- Fredegarii et aliorum Chronica. Příprava vydání Bruno Krutsch. Hannover: Impensis Bibliopolii Hahniani, 1888. (Monumenta Germaniae Historica. Scriptorum rerum Merovingicarum; sv. 2). Kniha IV., kapitola 48, 58, 68, 72. (latinsky)
- Naše národní minulost v dokumentech : chrestomatie k dějinám Československa. 1. díl, (Do zrušení nevolnictví). Příprava vydání Václav Husa; překlad Zdeněk Šimeček. Praha: Nakladatelství Československé akademie věd, 1954. 563 s. S. 11–12.

#### Sekundární literatura
- AVENARIUS, Alexander. Avary i slavjane. "Deržava Samo". In:  Ranne-feodal'nyje gosudarstva i narodnosti (južnyje i zapadnyje slavjane VI-XIIvv.). Moskva: Nauka, 1991. ISBN 5-02-010032-3. S. 26–37. (rusky)
- AVENARIUS, Alexander. Samova ríša a Slovensko. Súčasný stav poznania. In: MARSINA, Richard. Nitra v slovenských dejinách: Zborník príspevkov z vedeckej konferencie pri príležitosti 750. výročia udelenia základných mestských výsad Nitre. Martin: Matica slovenská, 2002. ISBN 80-7090-625-1. S. 41–44. (slovensky)
- BERANOVÁ, Magdaléna. Slované. 2., přepracované vyd. Praha: Libri, 2000. 311 s. ISBN 80-7277-022-5.
- BLÁHOVÁ, Marie; FROLÍK, Jan; PROFANTOVÁ, Naďa. Velké dějiny zemí Koruny české, svazek I. Do roku 1197. Praha: Paseka, 1999. 800 s. ISBN 80-7185-265-1. S. 154-163.
- BRACHMANN, Hansjürgen. Als aber die Austrasier das castrum Wogastisburc belagerten…(Fredegar IV, 68). Onomastica Slavogermanica. 1990, roč. 19, s. 17–33. ISSN 0474-1471. (německy)
- CURTA, Florin. Slavs in Fredegar and Paul the Deacon: medievel gens or „scourge of God“?. Early medieval Europe. 1997, roč. 6, s. 141–167. ISSN 1468-0254. (anglicky)
- EGGERS, Martin. Samo - "Der erste König der Slawen". Eine kritische Forschungsübersicht. Bohemia. Zeitschrift für Geschichte und Kultur der Böhmischen Länder. 2001, roč. 42, čís. 1, s. 62–83. ISSN 0523-8587. (německy)
- CHARVÁT, Petr. Co přijel Sámo kupovat do Čech?. Muzejní a vlastivědná práce. Časopis Společnosti přátel starožitností. 1993, roč. 31, čís. 2, s. 111–112. ISSN 1210-924X.
- CHARVÁT, Petr. Franský kupec Samo a sásánovský zábor Arábie. Archeologické rozhledy. 2002, roč. 54, čís. 4, s. 903–907. ISSN 0323-1267.
- KUNSTMANN, Heinrich. Über die Herkunft Samos. Die Welt der Slaven. 1980, roč. 25, s. 293–313. (německy)
- LABUDA, Gerard. Pierwsze państwo Słowiańskie : państwo Samona. Poznań: Księgarnia Akademicka, 1949. 357 s. (polsky)
- LUTOVSKÝ, Michal. Sámova říše. Historický obzor. 1990, roč. 1, čís. 3, s. 85–89. ISSN 1210-6097.
- LUTOVSKÝ, Michal; PROFANTOVÁ, Naďa. Sámova říše. 1. vyd. Praha: Academia, 1995. 89 s. ISBN 80-200-0420-3.
- MĚŘÍNSKÝ, Zdeněk. České země od příchodu Slovanů po Velkou Moravu, I. díl. 2., opravené vyd. Praha: Libri, 2002. 564 s. ISBN 978-80-7277-407-4. S. 191-221.
- PAVLICA, Tomáš. Ještě k problému lokalizace hradiště Wogastisburg. In:  Sborník prací Filozofické fakulty Ostravské univerzity. Ostrava: Ostravská univerzita v Ostravě. Filozofická fakulta, 1995. Svazek 153. S. 121–133.
- POHL, Walter. Die Awaren. Ein Steppenvolk in Mitteleuropa 567-822 n. Chr.. München: C. H. Beck, 1988. 529 s. ISBN 9783406333309. S. 256-261.
- SCHÜTZ, Joseph. Fredegar über Wenden und Slawen. Jahrbuch für fränkische Landesforschung. 1992, roč. 52, s. 45–59. ISSN 0446-3943. (německy)
- Přemyslovci. Budování českého státu. Příprava vydání Petr Sommer, Dušan Třeštík, Josef Žemlička. Praha: Nakladatelství Lidové noviny, 2009. 880 s. ISBN 978-80-7106-352-0. S. 69-70.
- TŘEŠTÍK, Dušan. Vznik Velké Moravy. Moravané, Čechové a střední Evropa v letech 791-871. Praha: Nakladatelství Lidové noviny, 2001. 384 s. ISBN 80-7106-482-3. S. 27-30.